# MTV Índia
A MTV Índia é um canal em língua hindi lançado em 1996 e é agora parte do Viacom18 Media PVT.Ltd (resultado de uma joint venture entre a agora extinta Viacom Inc. e a Network TV 18), com sede em Mumbai. 
A MTV Índia é uma das mais antigas MTVs na Ásia e um dos canais de música mais popular em todo o subcontinente indiano - sendo o  mais popular na Índia- , tendo partes da audiência na Índia e também países como o Bangladesh e p Sri Lanka.
A MTV Índia tem a sua sede em Parel, em Bombaim. É o canal de música mais popular na Índia. Recentemente Viacom18 Media PVT. Ltd. lançou um GEC chamado Colors. O canal é destinado a adolescentes e jovens e continua a ser porta-bandeira da cultura pop no país.

## Programação

### Programas
- MTV Roadies
- MTV Style Check
- MTV Fanta Fantastic Five
- MTV Kickass Mornings
- MTV Wassup - Voice Of Youngistaan
- MTV What The Hack
- MTV Splitsvilla
- MTV Nuon Making The Cut
- MTV Gone In 60 Seconds
- MTV Stripped
- MTV Why So Cyrus?
- MTV One Short Plot
- Idea!MTV VJ Hunt